# Oxycera tenebricosa
Oxycera tenebricosa är en tvåvingeart som först beskrevs av Vallant 1952.  Oxycera tenebricosa ingår i släktet Oxycera och familjen vapenflugor.
Artens utbredningsområde är Algeriet. Inga underarter finns listade i Catalogue of Life.